# أويانغ تشونغشي
أويانغ زونغشي (أكتوبر 1928 - 5 نوفمبر 2020)، هو خطاط صيني. كان مديرًا لجمعية الخطاطين الصينيين وأستاذًا مشاركًا في جامعة العاصمة العادية. تخرج أويانغ تشونغشي من المدرسة الثانوية، ودرس في جامعة فو جين الكاثوليكية التي اندمجت في جامعة بكين للمعلمين في عام 1952. بعد عام انتقل إلى قسم الفلسفة في جامعة بكين. كان معلمه الفيلسوف وعالم المنطق الصيني جين يولين. بعد تخرجه من جامعة بكين عام 1954، بدأ حياته التدريسية في المدارس المتوسطة. في عام 1982 تم نقله إلى مدرسة بكين للمعلمين، والتي أصبحت الآن جامعة كابيتال نورمال، لتدريس فن الخط.   في عام 2013 ، فاز بالميدالية الذهبية لأول جائزة كونفوشيوس للفنون، إضافة إلى جائزة كونفوشيوس للسلام . 